# Хорезмско-тюркский язык
Хорезмско-тюркский язык нужно отличать от современного хорезмского диалекта и древнего хорезмийского языка.
Хорезмско-тюркский язык (карлукско-хорезмийский, восточнотюркский, среднетюркский, огузо-кыпчакский, золотоордынский тюрки)  — средневековый литературный язык наддиалектного характера, одна из форм языка тюрки, относящийся к юго-восточной группе тюркских языков, однако по ряду фонетических и морфологических признаков сохраняет преемственные связи с караханидско-уйгурским языком, относящимся к северо-восточной группе.

## Лингвогеографические сведения
Областями, в которых с XIII в. складывался хорезмско-тюркский язык, являлись Хорезм и оазисы по нижнему течению р. Сыр-Дарья с городами Сыгнак, Узгенд и Сузак. Язык сформировался в эпоху Золотой Орды и он стал одним из официальных языков Золотой Орды, использовался в Поволжье, на Урале, в Сибири, в Крыму, на Кавказе. Предшествовал Чагатайскому языку в Средней Азии и Малоазийским тюрки в Анатолии. В XV - XVII веках на его основе складываются новые локальные литературные нормы: старотатарский язык, тюрки Крыма, северокавказский тюрки.

## Социолингвистические сведения
Хорезмско-тюркский язык представляет собой письменно-литературный язык наддиалектного характера.
Памятники хорезмского круга обнаруживают различную степень смешанности. В поэме «Хосров и Ширин» Кутба (около 1340 г.) и в прозаическом богословско-дидактическом сочинении «Нахдж аль-фарадис» Махмуда Али (1358 г.) преобладали черты караханидского (ко времени написания, вероятно, уже архаичного) языка с включением огузских и кыпчакских элементов. В поэмах же «Мухаббат-наме» Хафиза Хорезми (1353 г.) и «Гулистан бит-тюрки» Сайф-и Сараи (1391 г.) огузо-кыпчакские признаки выступает гораздо явственнее, причём огузские формы заметно превалирует над кыпчакскими. В более ранних памятниках — в поэме «Кысса-и Юсуф» Кол Гали (1212 г.), напротив, шире представлены кыпчакские формы.
Исследователи, изучая памятники тюркских письменных памятников Хорезма XIII—XIV веков, пришли к выводу о том, что хорезмийский тюркский язык зависел от тюркского караханидского, а затем уступил место чагатайского тюркскому языку в конце XIV века. Хорезмийский тюркский язык имеет большое значение в истории тюркского языка, потому что он является языком перехода от тюркского караханидского к тюркскому чагатайскому.
В Хорезме уже к началу XV века была высоко развита поэзия на тюркском чагатайском языке. Тюркским хорезмийским поэтом эпохи Тимуридов был Хафиз Хорезми, создававший стихи на тюркском чагатайском языке. Он считал себя хорезмийским тюркским поэтом, и писал: «Тенг бўла билмас эди Хофиз била Хоразмда, Туркий айта тирилур бўлса бу дамда Санжарий» (перевод: «Никто в Хоразме не сравнится с Хафизом, спевшим тюркский стих, Смог бы Санджари вновь явиться — тот сложил бы стих иной»). Хорезмийский поэт Хайдар Хорезми был автором двух поэтических сочинений на чагатайском тюркском языке «Гул ва навруз» и написанном в 1412—1415 годах «Махзан ал-асрар».
Основной тип письменности, использовавшийся для хорезмско-тюркского языка, — арабское письмо, однако многие памятники выполнены также уйгурским письмом, продолжавшим существовать в Средней Азии наряду с более распространенным арабским вплоть до XVI в.
Аффиксы именного словоизменения, как правило, пишутся отдельно от основ.
Являясь промежуточной фазой по существу единого литературного (но не народно-разговорного) языка для многих тюркских племен Центральный и Средней Азии, Поволжья, Крыма, Кавказа и Сибири, золотоордынский тюрки не представляет определенной последовательной линии развития, а отмечен колебаниями в отборе и использовании языковых средств, связанными с авторской ориентацией на ту или иную этническую среду; известные коррективы на этот счет необходимо вносить и в связи с теми изменениями, которые производили переписчики (многие произведения дошли в поздних списках).
Литература на хорезмско-тюркском языке развивалась в ареале распространения и высокого престижа персидской литературы, язык который оказывал заметное воздействие на хорезмско-тюркский язык на всех уровнях. В хорезмско-тюркском языке, как и в других средневековых тюркских языках, наряду с арабизмами, вошедшими вместе с исламом, много лексических заимствований из фарси, расширявших также и звуковой состав хорезмско-тюркского языка. Несомненно роль персидских, как и, в меньшей степени, арабских союзов в утверждении союзных синтаксических конструкций, не характерных ранее для тюркских языков; широкое распространение имела конструкция определительного сочетания из двух имен — персидский изафет. Число заимствованных морфологических элементов незначительно, они встречаются лишь в заимствованной лексике, почти не распространяясь на собственно тюркские слова.

## Лингвистическая характеристика

### Фонологические сведения
Арабское и уйгурское письмо недостаточно точно и последовательно передавали звуковой строй хорезмско-тюркского языка, как и любого другого тюркского языка, для которого они применялись. Скупо передавался вокализм: в арабском письме для 8-9 гласных было три знака: знаком для а передавали тюркские а, ä, возможно, также ę; знаком для i — тюркские y, i, ę; знаком для u — четыре гласных: o, u, ö, ü. Уйгурский алфавит по сравнению с этим имел дополнительный знак для огубленных переднего ряда ö/ü.
| Раствор | Ряд          | Ряд         | Ряд          | Ряд        |
| Раствор | Палатальный  | Палатальный | Велярный     | Велярный   |
| Раствор | Неогубленные | Огубленные  | Неогубленные | Огубленные |
| ------- | ------------ | ----------- | ------------ | ---------- |
| Узкий   | i            | ü           | y            | u          |
| Широкий | ä ę          | ö           | а            | o          |

Стихотворные произведения на хорезмско-тюркском языке базируется на арабо-персидской метрической системе, строившейся на чередовании длинных и коротких слогов. Тюркская лексика в ткани стиха условно получала долгие и краткие гласные, однако за пределами рецитации стихов подобное разделение гласных не было значимым.
Консонантизм хорезмско-тюркского языка отличается от общетюркского состояния, во-первых, наличием ряда новых фонем, во-вторых снятием ограничений на дистрибуцию некоторых старых. Вместе с лексическими заимствованиями в состав согласных входят, хотя и продолжают стоять особняком звуки ǯ, ž, v, f, h, x, причём v, f, x отмечаются спорадически и в собственно тюркских словах, появляясь здесь в результате спирантизации соответствующих исконных смычных.
Заимствования вызывают появление в анлауте слов не только указанных выше «новых» звуков, но и таких согласных, которые ранее были характерны только для инлаута и ауслаута, это — p, š, z, r, l, а также d, который есть и в заимствованных словах, и в исконных. Последнее является признаком южных (огузских) элементов в литературном хорезмско-тюркском языке.
| По способу образования | По способу образования | По месту образования | По месту образования | По месту образования | По месту образования |
| По способу образования | По способу образования | Губные               | Переднеязычные       | Среднеязычные        | Заднеязычные         |
| ---------------------- | ---------------------- | -------------------- | -------------------- | -------------------- | -------------------- |
| Смычные                | Звонкие                | b m                  | d n                  | ǯ                    | g ŋ                  |
| Смычные                | Глухие                 | p                    | t                    | č                    | k                    |
| Фрикативные            | Звонкие                | v r l                | z ž δ                | j                    |                      |
| Фрикативные            | Глухие                 | f                    | s š                  |                      |                      |

Характер ударения в слове в хорезмско-тюркском языке установить невозможно, так как оно не отражалось на письме. Сингармонизм, свойственный тюркскому слову, находил лишь частичное отражение в арабском и уйгурском письме. О нёбной гармонии гласных можно судить на основании двух графических особенностей: во-первых, по наличию и употреблению особых графем для велярных и палатальных аллофонов фонем гуттурального ряда — в арабском письме «каф» для q, «гайн» для γ, «кяф» одновременно для звонкого и глухого g и k, в уйгурским письме один знак и для велярный пары; во вторых, по особому обозначению, в уйгурским письме палатальных огубленных.
Остальные гласные и согласные не имеют в арабском и уйгурском письме особых графем, но которым можно было бы судить о проявлениях палатально-велярной гармонии. Губная гармония гласных проявляется далеко не во всех аффиксах с узкими гласными, это в первую очередь аффиксы принадлежности, имеющий четыре алломорфа — -ym, -im, -um, üm, аффиксы ряда деепричастий и некоторые другие.
К особенностям позиционной реализации фонем относится уподобление согласных на стыке морфем.
Преобладающей структурой для корневой части слова являются закрытые слоги, преимущественно типах VC, CVC, в меньшей степени VCC, CVCC; для аффиксов характерны структуры CV, CVC, а также их соединения. Стечение согласных недопустимо в начале слова. В анлауте для исконных слов характерны смычные b, t, k, в меньшей степени ě, из щелевых — s, j; из сонантов в начале встречаются в небольшом числе слов m, n, появление в анлауте остальных согласных связано с проникновением заимствованной лексики.
В инлауте и ауслуте возможны любые согласные. Долготные противопоставления отсутствуют.

### Морфонологические сведения
О фонологической структуре корневых и аффиксальных морфем см. предпоследний абзац. Большинство корневых и аффиксальных морфем в хорезмско-тюркском языке совпадает со слогом, но встречаются морфемы, равные двум, редко — трем слогам, что объясняется их исторической составностью из двух (трех) простых (исходных) морфем. Слово может состоять из одной корневой морфемы, простой или составной, или же из корневой и одной или нескольких аффиксальных морфем.
Фонологическое противопоставления морфологических категорий отсутствует.
Помимо чередования гласных фонем в составе аффикса под действием законов сингармонизма, наблюдается также чередование начальных согласных аффикса под действием прогрессивного уподобления по звонкости/глухости. Озвончение конечного глухого основы при гласным наращении фиксируется редко.

### Семантико-грамматические сведения
Как и остальные тюркские языки, хорезмско-тюркский язык относится к языкам агглютинативного типа.
Морфологически разграничены следующие разряды знаменательных слов: имя, глагол, в меньшей степени прилагательное, наречие, которые часто не имеют морфологических отличий и дифференцируется в синтаксическом контексте предложения; звуко-образо-подражательные слова (идеофоны) распределяются среди наречий и прилагательных; морфологическое своеобразие некоторых разрядов числительных и местоимений также позволяет видеть в них особые части речи. Среди служебных слов выделяются грамматические разряды послелогов, части, междометий.
Качественные именные классификации не находят выражения в хорезмско-тюркском языке. Вопросительное местоимение kim «кто» применяется к людям, а nä «что» к одушевленным и неодушевленным предметам.
Категория числа в имени выражается общетюркским афф. -lar передающим значение как расчлененной, так и неопределенной (совокупной) множественности. В глаголе категория числа выражена через особые личные окончания в 1-м и 2-м лицам мн. числа и подстановкой афф. -lar в качестве «личного» окончания 3-го лица мн. числа.
В хорезмско-тюркском языке, как и остальных тюркских языках, имеется морфологическая категория падежа. Субъектно-объектные отношения выражаются соответственно основным (нулевой показатель) и винительным (показатели: -ny/-ni — наиболее часто, -yγ/-ig — единично, -y/-i — редко, в основном, с притяжательными формами) падежами; посессивные отношения — родительным (афф. -nyŋ/-niŋ/-nuŋ/-nüŋ и -yŋ/-iŋ/-uŋ/-üŋ), которым передается также относительная связь двух имен. Локативные отношения выражаются тремя падежами: дательным (афф. -qa/-kä, -a/-ä), передающим направление, адресат, цель действия; местным (афф. -da/-dä, -ta/-tä), передающим время и место действия, изредка причину, поскольку последняя функция передается главным образом исходным падежом; исходным (афф. -dan/-dän, -tan/-tän, -dyn/-din, -tyn/-tin), передающим исходный пункт и момент действия, его причину, средство или орудие, а также в конструкциях отношения части к целому и сравнения — целое и основание сравнения. Инструментальность выражалась орудным падежом на -n, -an/än, -yn/-in-/-un/-ün, передающим передающим также временное значение.
Категория принадлежности имеет морфологические выражения свойственно имени и именным формам глагола, изменение ведется по лицам и числам, как и личное спряжение глагола:
|      | Ед. число            | Мн. число                                    |
| ---- | -------------------- | -------------------------------------------- |
| 1 л. | -m, -ym/-im/-um/-üm  | -myz/-miz/-muz/-müz, -ymyz/-imiz/-umuz/-ümüz |
| 2 л. | ŋ, -yŋ/-iŋ/-uŋ/-üŋ   | -ŋyz/-ŋiz/-ŋuz/-ŋüz, -yŋyz/-iŋiz/-uŋuz/-üŋüz |
| 3 л. | -sy/-si, -y/-i/-u/-ü | -lary/-läri                                  |

Залоговые значения выражаются унаследованными от общетюркского состояния морфологическими формами глагола: немаркированная морфологически форма противопоставляется маркированной как основной, или действительный, залог; форма на -š — взаимный залог в значениях взаимном и совместном; форма на -n — возвратный залог с собственно-возвратным, медиопассивным и преобладающим в текстах медиальным значениями; форма на -l (или на -n после основ на плавные l, r) — страдательный залог в пассивном и медиальном значениях; целый ряд разных по составу форм — -dur/-dür/-dyr/-dir, -tur/-tür, -t, -ur, -qur/-kür/-γur/-gür, -git/- gät, -γuz/-güz/-gäz, из которых только первые две (-dur, -tur с алломорфами и -t) являются продуктивными, выражают понудительный залог со значениями собственно-понудительным и переходным (от непереходных глаголов).
Значения, отражающие характер протекания действия, выражаются аналитическими глагольными формами, в которых основной глагол выступает в виде деепричастия, а в качестве вспомогательных выступает лексически полнозначные глаголы в финитных формах: tur- «стоять» — придает действию характер постоянно, регулярно и длительно производящегося; oltur-/otur- «сидеть» и jür- «ходить» — характер длительности; qal- «оставаться» — неожиданность действия; jaz «ошибаться» — симуляция действия; kör- «видеть», «смотреть» — попытка к совершению действия; bašla- «начинать» — инхоативное значение; kel- «приходить» — совершение действия с приближением к субъекту или объекту; ber- «давать» — цель действия или то, что действие совершается в интересах самого субъекта, реже — объекта.
Категория наклонения представлена в хорезмско-тюркском языке изъявительным наклонением, реализующимся в формах времен плана прошедшего, настоящего и будущего, и двумя косвенными наклонениями — повелительно-желательным и условным. Повелительно-желательное во 2-м лице ед. числа либо не имеет специальной морфемы и совпадает с основой глагола, либо оформлено специальным окончанием, как и в остальных лицах:
|      | Ед. число                                                        | Мн. число                                                                           |
| ---- | ---------------------------------------------------------------- | ----------------------------------------------------------------------------------- |
| 1 л. | -γajyn/-gäjin, -ajyn/-äjin, -jyn/-jin, γajym/-gäjim, ajym/-äjim, | -alyq, -γalyŋ/-gäliŋ, -alyŋ/-äliŋ, -(a)lym/-(ä)lim, -aly                            |
| 2 л. | -γyl/-gil, -qyl/-kil, -γul/-gül, -qul/-kül, γun                  | -ŋ, -yŋ/-iŋ/-uŋ/-üŋ, -ŋyz/-ŋiz, -yŋyz/-iŋiz/-uŋuz/-üŋüz, -uŋlar/-üŋlär/-yŋlar/iŋlär |
| 3 л. | -sun/-sün/-syn/-sin, -su/-sü                                     | -sunlar/-sünlär                                                                     |

Формы повелительно-желательного наклонения передают появление, приказание, побуждение к действию, а также менее категорично — желание, просьбу, намерение совершить действие, причём последние значения в отношении первых лиц могут приобретать характер обычной констатации будущего действия, совпадая с изъявительным наклонением.
Условное наклонение реализуется в зависимых предикативных конструкциях, обозначая действие, совершение которого с точки зрения говорящего представляется условием, а также момент осуществления которого составляет временную плоскость совершения другого действия, обозначенного в главной части предложения. Условное наклонение имеет два времени: настоящее-будущее, относящее обусловливающее действие в план настоящего или будущего, и прошедшее, относящее обусловливающее действие в план прошлого. Форма первого из них образуется афф. -sa плюс личные показатели либо первого, либо второго типа. Прошедшее время представлено аналитической формой основного глагола в условной форме на -sa плюс связка er- «быть» в личных формах прошедшего категорического времени; в 1-м лице ед. числа возможно оформление личным показателем основного глагола: alsa erdim/alsam erdi «если бы я взял».